# 德魯斯維爾 (新罕布什爾州)
德魯斯維爾（英語：Drewsville）是位於美國新罕布什爾州切希爾縣的非建制地區。

## 歷史
德魯斯維爾的郵局自1921年營運至今。

## 地理
德魯斯維爾所處的海拔為高於海平面146米（即479英呎），而該地所採用的時區為UTC-5，即北美东部时区（EST）。同時該地設有夏令時間，為UTC-5調快一小時，即UTC-4（EDT）。